# 인민 전선
인민전선(人民戦線, 러시아어: Народный фронт, 불가리아어: Народен фронт)은 공산당이 주도하는 정치연합으로 사회주의, 반파시즘, 반제국주의, 반전주의를 공동 목표로 한다. 역사적으로 인민전선들은 공산당부터 기독교 민주당까지 다양한 정당과 정치세력들을 포괄했다.
인민전선 이론은 코민테른 대회에서 불가리아 공산당 중앙위원회 서기장이자, 공산주의 혁명가인 게오르기 디미트로프가 처음으로 고안하였으며, 공산당 주도의 인민전선들은 1930년대에 프랑스, 스페인, 칠레에서 집권하여 노동 개혁, 사회 개혁 등을 실현했다.
마르크스-레닌주의 국가에서 인민전선은 공산당의 우당의 집합으로써 선거연합의 역할을 한다. 코민테른에서 인민전선 이론을 고안한 게오르기 디미트로프는 마르크스-레닌주의 국가에서의 인민전선을 조국전선
(러시아어: Отечественный фронт, 불가리아어: Отечествен фронт)으로 정의하였다.

## 같이 보기
- 게오르기 디미트로프
- 인민전선
- 스페인 내전